# Auguste Creuzé de Lesser

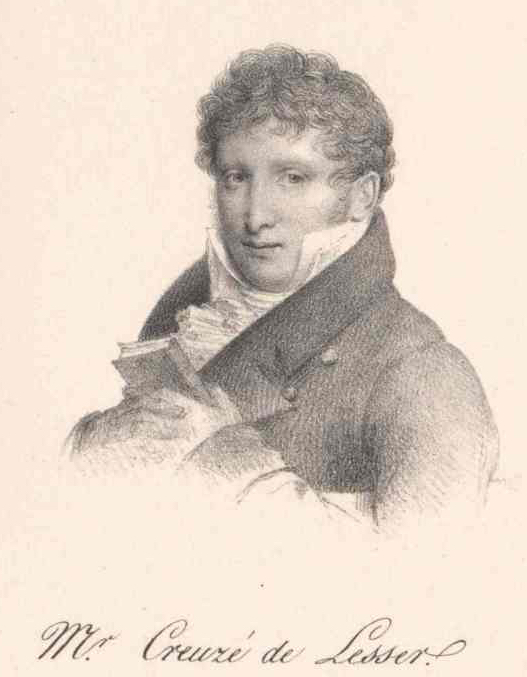

El barón Auguste Creuzé de Lesser (París, 3 de octubre de 1771 - 14 de agosto de 1839) fue un poeta, autor dramático, libretista de ópera, político e hispanista francés del Prerromanticismo.

## Biografía
Provenía de una familia de Châtellerault y estudió en el Colegio de Juilly; luego sucedió a su padre en el cargo de pagador de las rentas del Ayuntamiento de París. Casado con la hija de un terrateniente y general guillotinado durante el Terror, inició una carrera administrativa que le condujo a ser secretario del cónsul Charles-François Lebrun, secretario de legación en Parma, subprefecto en Autun en 1802 y por último diputado de Saône-et-Loire en el Cuerpo Legislativo (1804).
Como su Voyage en Italie et en Sicile, fait en 1801 et 1802 (París, 1806) disgustó al emperador Napoleón, se vio obligado a dimitir y despedirse de la vida pública en el mismo año en que lo publicó. Restaurados los Borbones, Luis XVIII lo nombró primero prefecto de Charente en 1814 y después de Hérault en 1817. Ennoblecido con el título de barón en 1818, se retiró definitivamente a sus tierras al final de la Restauración Borbónica.

## Obra literaria
Auguste Creuzé de Lesser se hizo una reputación en literatura con sus primeras obras para la escena y sus poemas satíricos, imitados de Juvenal (cuya obra tradujo) y Alessandro Tassoni. En 1811 publicó un extensísimo poema épico culto en 50.000 versos sobre el ciclo artúrico o materia de Bretaña titulado La table ronde. Esta revisión del género caballeresco le brindó un gran éxito ya a las puertas del Romanticismo, transformándolo en uno de los precursores de esta estética.
También complugo mucho su Amadis de Gaule (Amadís de Gaula, inspirado en el libro de caballerías español de 1508 y sus continuaciones) y Roland (inspirado en el Cantar de Roldán), poemas compuestos con el propósito de «sacar del caos las novelas sobre la Mesa redonda en una narración completa, continua y casi razonable». En efecto, procura reducir la multitud de episodios de estas obras a una sola historia. Hacia el fin de su vida reunió esta trilogía medieval bajo el título general de La Chevalerie, ou les Histoires du Moyen Âge, composées de La Table ronde, Amadis, Roland, poèmes sur les trois grandes familles de la chevalerie romanesque ("La Mesa redonda, Amadís, Roldán, poemas sobre las tres grandes familias de la caballería novelesca").
"Este amable escritor", observa un contemporáneo, "ha obtenido y conservado siempre una fama honorable. Una alegría llena de franqueza y vigor, una originalidad no menos verdadera, un genio independiente y agudo a la vez, que no jura jamás sobre la palabra de otro, lo que los ingleses llaman humour, una facilidad quizá demasiado a menudo negligente, pero aun así más frecuentemente elegante y agraciada, tales son los trazos característicos de su talento, y este talento sabe a menudo elevarse también a algunas bellas y hermosas inspiraciones."

## Obras
- Satires de Juvénal, traduction en prose (1790) ("Sátiras de Juvenal, traducción en prosa")
- Le Seau enlevé, poème héroï-comique, imité du Tassoni, suivi d'un choix des stances les plus intéressantes de l'auteur italien et de quelques poésies (1796)
- Voyage en Italie et en Sicile, fait en 1801 et 1802 (1806)
- La Table ronde, poema (1811)
- Roland, poema (1812)
- Amadis de Gaule, poème, faisant suite à la Table ronde (1813)
- Le Cid, romances espagnoles imitées en romances françaises (1814)
- Apologues (1825)
- Le Dernier Homme, poème imité de Grainville (1831)
- De la Liberté, ou Résumé de l'histoire des républiques (1832)
- Étrennes pour les enfants. Contes de fées mis en vers, imités de Perrault et autres (1834)
- Annales secrètes d'une famille pendant 1800 ans mises au jour (2 volumes, 1834)
- Les Véritables Lettres d'Héloïse, en vers (1835)
- Le Roman des romans (2 volumes, 1837)
- La Chevalerie, ou les Histoires du Moyen Âge, composées de La Table ronde, Amadis, Roland, poèmes sur les trois grandes familles de la chevalerie romanesque (1839)
- Le Naufrage et le Désert (1839)

Teatro y ópera
- Les Voleurs, tragedia en cinco actos y en prosa, traducida de Friedrich von Schiller (1794)
- Les Français à Cythère, comedia en un acto en prosa, entreverada de vodeviles, con René-André-Polydore Alissan de Chazet y Emmanuel Dupaty, Paris, théâtre du Vaudeville, 17 de marzo de 1798
- Ninon de Lenclos, ou l'Épicuréisme, comedia-vodevil en una acto y prosa sobre la famosa cortesana Ninón de Lenclós, Paris, théâtre des Troubadours, 2 de septiembre de 1799
- La Clef forée, ou la Première Représentation, anecdota en vodeviles en u acto, con François-Pierre-Auguste Léger, Paris, théâtre des Troubadours, 17 de octubre de 1799
- Monsieur Deschalumeaux ou la Soirée de carnaval, ópera bufa en tres actos, música de Pierre Gaveaux, Paris, Teatro nacional de la ópera cómica, 17 de febrero de 1806
- Le Déjeuner de garçons, comedia musical, Paris, théâtre Feydeau, 24 de abril de 1806
- L'Amante sans le savoir, ópera cómica en un acto, música de Jean-Pierre Solié, Paris, théâtre Feydeau, 1807
- Le Secret du ménage, comedia en 3 actos y en verso, Paris, Comédie-Française, 25 de mayo de 1809
- La Revanche, comedia en 3 actos, con François Roger, Paris, Comédie-Française, 15 de julio de 1809
- Le Diable à quatre, ou la Femme acariâtre, ópera cómica en tres actos adaptada de Michel-Jean Sedaine, música de Jean-Pierre Solié, Paris, théâtre Feydeau, 30 de noviembre de 1809
- Le Présent de noces, ou le Pari, ópera cómica en un acto con música de Henri Montan Berton fils, Paris, théâtre Feydeau, 2 de enero de 1810
- Les Deux Espiègles, comedia vodevil en un acto con François Roger, Paris, théâtre du Vaudeville, 8 de enero de 1810
- Le Magicien sans magie, ópera cómica en dos actos con François Roger, Paris, Opéra-Comique, 4 de noviembre de 1811
- Ninette à la cour, ópera cómica en dos actos y en verso adaptada de Charles-Simon Favart, música de Henri Montan Berton hijo, Paris, Opéra-Comique, 24 de diciembre de 1811
- Le Billet de loterie, comedia en un acto con algunas arias, con François Roger, música de Nicolas Isouard, Paris, Opéra-Comique, 14 de septiembre de 1811
- Le Nouveau Seigneur de village, ópera cómica en un acto con Edmond de Favières, música de François-Adrien Boieldieu, Paris, Opéra-Comique, 29 de junio de 1813
- Mademoiselle de Launay à la Bastille, comedia histórica con arias, en un acto, con François Roger, Paris, Opéra-Comique, 16 de diciembre de 1813
- Le Prince et la Grisette, comedia en tres actos y en verso, Paris, Théâtre-Français, 11 de enero de 1832.